# VBCI

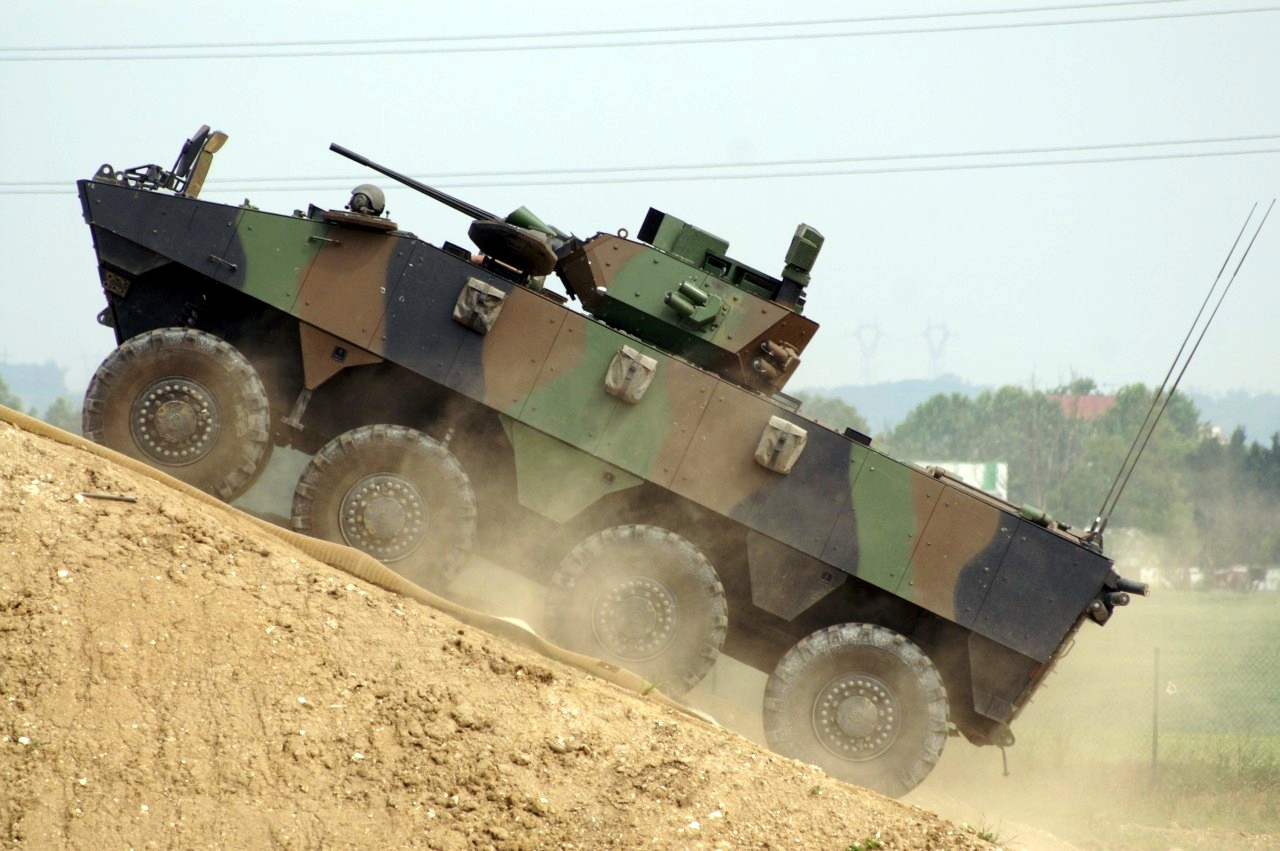
VBCI

VBCI (förkortning för Véhicule Blindé de Combat d'Infanterie) är ett pansarfordon som tillverkas av Nexter.